# Chiave giratubi
Una chiave giratubi (o chiave serratubi) è una chiave universale regolabile utilizzata per manipolare tubature e per il serraggio di forza.
Non è destinata all'uso su dadi esagonali, perché rovinerebbe la testa, ma se un dado è talmente usurato da diventare arrotondato e fuori uso con chiavi standard, la chiave giratubi consente di operare su di esso con notevole efficacia.

## Storia

### Modello americano

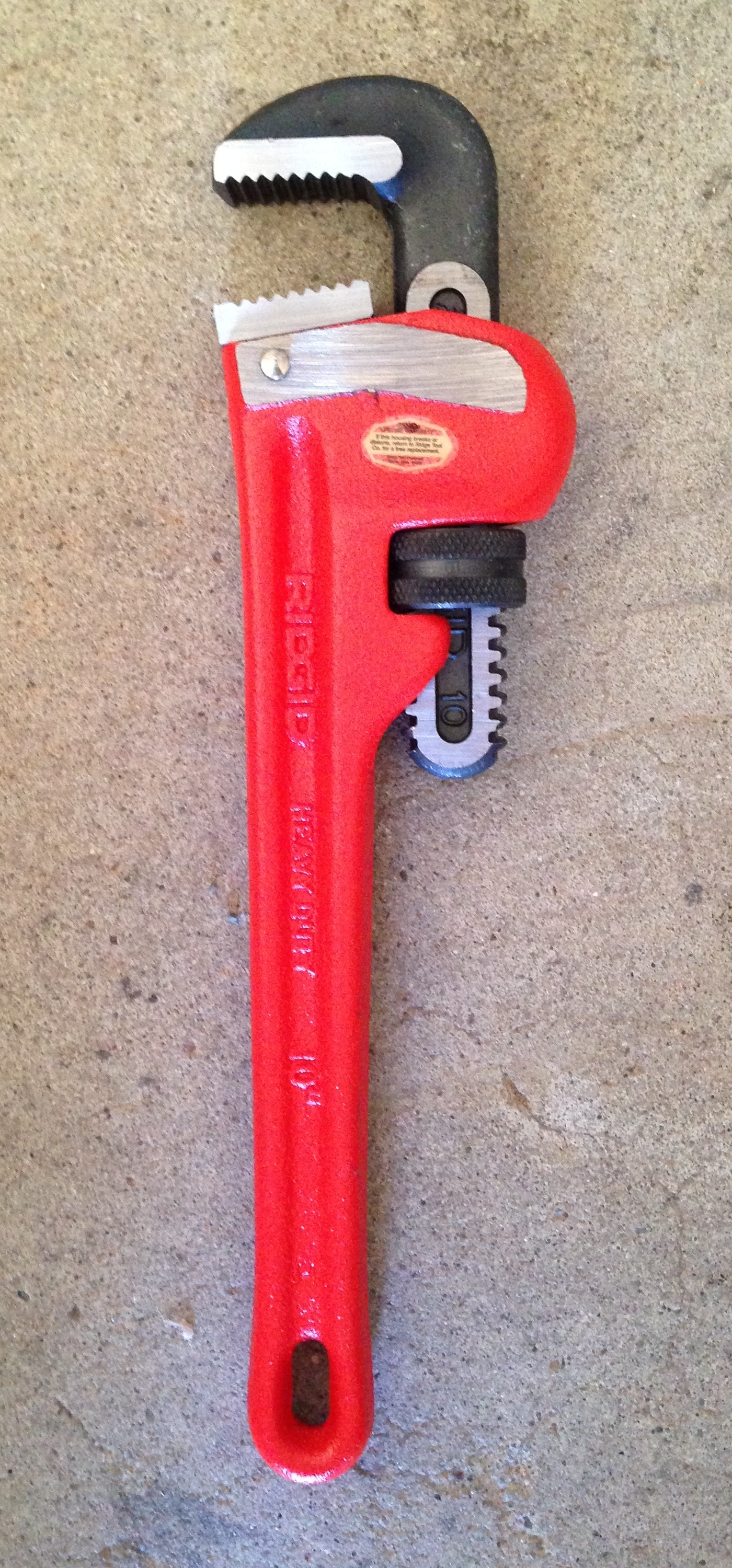
Chiave giratubi (modello "stillson" o americano)

La prima chiave giratubi o chiave Stillson venne inventata da Daniel C. Stillson mentre lavorava come meccanico presso l'azienda Walworth. Il 12 ottobre 1869, il brevetto USA n.95744 venne rilasciato a Stillson.
Nell'Isola del Principe Edoardo in Canada vi è una certa controversia sull'inventore della chiave inglese. Nel folklore dell'isola si crede che la chiave fu sviluppata da un certo Owen "Iney" McCluskey, anche se nessuna prova è stata mai accertata e quindi che non ci fu un incontro tra Stillson e McCluskey.

### Modello svedese
Il 17 agosto 1888 l'inventore svedese Johan Petter Johansson prese il suo primo brevetto sulla chiave a tubo regolabile. L'ufficio brevetti svedese rilasciò il brevetto (SE 5636) di nuovo nel 1894. L'idea emerse dopo aver fondato la sua azienda Enköpings Mekaniska Verkstad nell'omonima città di Enköping in Svezia. Prima di ciò non vi era alcuna norma sulle dimensioni dei bulloni, perciò un operaio aveva bisogno di un carrello per prendere tutta una serie di chiavi di tubo fisse di varie misure. Johan Petter Johansson inventò uno strumento che avrebbe potuto adattarsi a tutte le misure dei bulloni.

## Descrizione

### Modello americano
La chiave Stillson possiede un becco dotato di robuste ganasce dentate non parallele e autoserranti. Si basa su un unico manico nel quale si inserisce una struttura a forma di "L" che viene regolata con una vite a lato dell'impugnatura determinando l'ampiezza dell'apertura. La dentatura incide sull'oggetto da serrare e la forza di serraggio aumenta all'aumentare della torsione per motivi geometrici. Il suo uso più tipico è il serraggio di tubi di ferro dolce, raccordi con superfici arrotondate e sbarre.

### Modello svedese

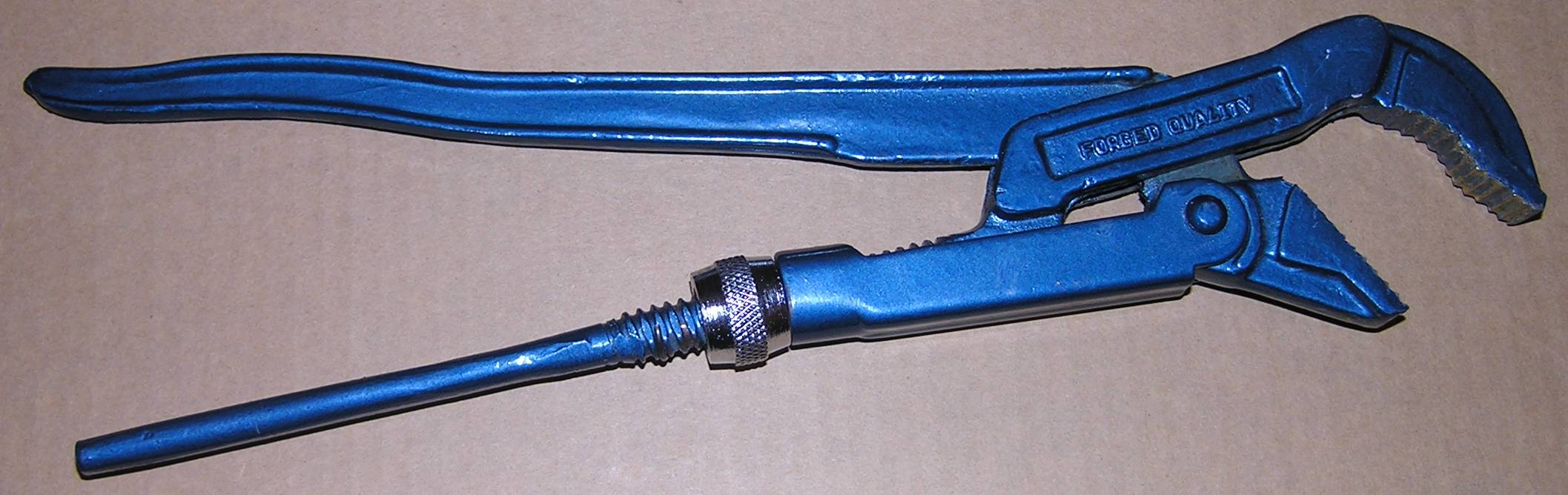
Chiave giratubi (modello "svedese")

La chiave Johansson o pinza a pappagallo si presenta con una leva di primo genere con due manici piuttosto lunghi, attraverso i quali viene applicata la forza, che terminano con un serraggio simile a un becco (che ricorda quello di un pappagallo, da cui prende il nome). La dentatura delle ganasce aiuta a mantenere una presa salda sull'oggetto da stringere ed è realizzata in modo da resistere a tensioni e frizioni importanti. Ne esistono diverse versioni che cambiano in relazione all'inclinazione delle ganasce.